# Movimento Nacional Turco

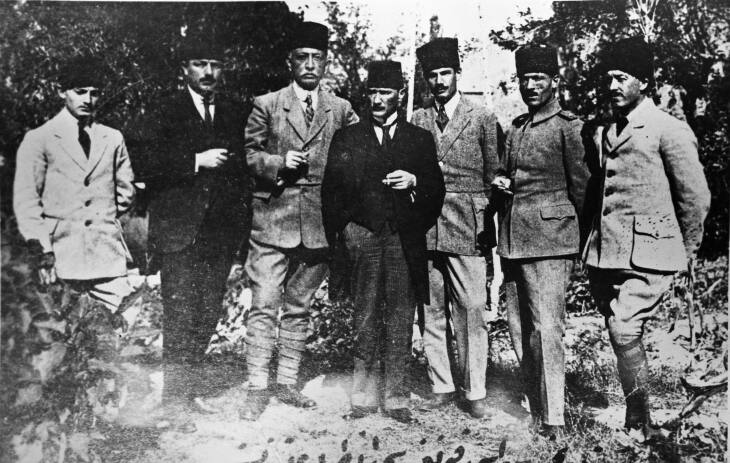
Nacionalistas proeminentes no Congresso Sivas. Esquerda para a direita: Muzaffer Kılıç, Rauf Orbay, Bekir Sami Kunduh, Mustafa Kemal Atatürk, Ruşen Eşref Ünaydın, Cemil Cahit Toydemir, Cevat Abbas Gürer.

Movimento Nacional Turco é um termo que engloba as atividades político-militares dos revolucionários otomanos que resultaram na criação e formação da República da Turquia, uma consequência da partilha do Império Otomano, realizada após o fim da Primeira Guerra Mundial. O povo turco gradualmente se uniu em torno da liderança de Mustafá Kemal Paxá e da autoridade da Grande Assembleia Nacional da Turquia, estabelecida em Ancara, que optaram pela guerra de independência turca.
O movimentou pôs um fim ao Tratado de Sèvres, e negociou o Tratado de Lausanne, assegurando o reconhecimento das fronteiras nacionais da Turquia, chamado de Misak-ı Milli ("Juramento Nacional").
As forças nacionais se reuniram em torno de uma ideologia definida politicamente como progressiva, que costuma ser chamada de "kemalismo" ou "atatürkismo". Seus princípios básicos enfatizam a república — uma forma de governo que represente o poder do eleitorado, a administração secular (laicismo), nacionalismo, uma economia mista, com participação estatal em diversos setores (porém oposta ao socialismo estatal) e modernização nacional.